# Sympterygia lima
Sympterygia lima är en rockeart som först beskrevs av Eduard Friedrich Poeppig 1835.  Sympterygia lima ingår i släktet Sympterygia och familjen egentliga rockor. IUCN kategoriserar arten globalt som otillräckligt studerad. Inga underarter finns listade i Catalogue of Life.